# Cetancodontamorpha
Cetancodontamorpha je totalna klada artiodaktila definisana, prema Spauldingu i et al, kao Whippomorpha „plus svi izumrli taksoni koji su bliže povezani sa postojećim pripadnicima Whippomorpha nego sa bilo kojom drugom živom vrstom“. Učinjeni su pokušaji da se klada Whippomorpha preimenuje u Cetancodonta, ali prva zadržava presedan.
Whippomorpha je krunska klada koja sadrži Cetacea (kitove, delfine, itd) i nilske konje. Članovi grupe Whippomorpha uključuju takve taksone kao što su porodica Entelodontidae i rod Andrewsarchus.